# Студіна (Олт)
Студіна (рум. Studina) — село у повіті Олт в Румунії. Входить до складу комуни Студіна.
Село розташоване на відстані 144 км на захід від Бухареста, 52 км на південь від Слатіни, 62 км на південний схід від Крайови.

## Населення
За даними перепису населення 2002 року у селі проживали 1732 особи, усі — румуни. Усі жителі села рідною мовою назвали румунську.